# Mireia Abant Condal
Mireia Abant Condal, née le 25 mars 1989 à Sabadell, est une trialiste VTT professionnelle espagnole.

## Biographie
Sa jumelle est Gemma Abant Condal.

## Palmarès

### Championnat du monde de VTT trial
- 2004 Les Gets
  -  Médaillée de bronze du vélo trial 20 pouces
- 2005 Livigno
  -  Médaillée de bronze du vélo trial 20 pouces
- 2006 Rotorua
  -  Médaillée d'argent du vélo trial 20 pouces
- 2007 Fort William
  -  Médaillée de bronze du vélo trial 20 pouces
- 2011 Champéry
  -  Médaillée de bronze du vélo trial 20 pouces

### Autres
- 2006
  - Championne d'Europe de vélo trial
- 2007
  - Championne d'Europe de vélo trial
- 2008
  - 3e du championnat d'Europe de vélo trial
- 2009
  - 2e du championnat d'Europe de vélo trial
  - 3e de la coupe du monde de vélo trial
- 2010
  - 3e de la coupe du monde de vélo trial
  - 3e du championnat d'Europe de vélo trial
- 2011
  - 3e du championnat d'Europe de vélo trial
- 2012
  - 3e du championnat d'Europe de vélo trial